# Апулей
Луций Апулей (на латински: Lucius Apuleius) е древноримски писател, философ и оратор с берберски произход. Най-известен е с приключенския си роман Златното магаре (Aureus Asinus), с оригинално заглавие Метаморфози (Metamorphoses).

## Биография
Сведения за живота на Апулей идват главно от Апология (Apologia), негова защитна реч пред съда срещу обвинения в магия, и от Флорида (Florida), сборник с откъси от негови речи. Някои подробности за Апулей, включително първото му име Луций, са извлечени от Златното магаре, въпреки че автобиографичният характер на романа се оспорва.
Апулей е роден около 123 г. в Мадавра, Нумидия (днес в Алжир), в семейството на богат магистрат. Той учи в Картаген, Атина и Рим, и пътува в Мала Азия и Египет. След завръщането си в Нумидия се жени за богата вдовица, майка на негов съученик от Атина, и е обвинен, че е постигнал това с магия. За своята защита в съда той пише речта Апология (158 г.), в която защитава себе си и осмива своите обвинители, като същевременно показва достойнствата на заниманията с философия и жречество.
Апулей е бил посветен в Дионисиевите мистерии, бил е жрец на Ескулап, Изида и Озирис, както и върховен жрец на провинция Африка. Причислявал себе си към философите платоници и познавал в детайли Платоновата философия. Почитали са го още приживе със статуи.

## Творчество
Златното магаре е единственият латински роман, запазен изцяло до наши дни. Той описва премеждията на главния герой Луций, който участва в опити с магия и по погрешка е превърнат в магаре. В тази форма той чува и вижда много необичайни неща, докато е върнат в човешкия си вид от богинята Изида. Той става последовател на нейния култ и е посветен в мистериите ѝ. Книгата включва множество разкази за пътешествията на Луций, сред които най-известен е този за Психея и Купидон.
Писал е произведения по естествено-научни теми, аритметика, музика, романи и философски творби, като За божеството на Сократ, За Платон и неговата философия и За вселената. Превел е на латински диалога Федон на Платон.